# Megaloctena
Megaloctena là một chi bướm đêm thuộc họ Erebidae.